# Пулитцеровская премия за музыкальное произведение
Пу́литцеровская пре́мия за выдаю́щееся музыка́льное произведе́ние (англ. Pulitzer Prize for Music) — номинация Пулитцеровской премии, существующая с 1943 года и отмечающая выдающиеся музыкальные произведения американских авторов.

## История создания
Джозеф Пулитцер ценил вклад музыкантов в американскую культуру и завещал Филармонии Нью-Йорка сумму эквивалентную пожертвованию на учреждение Пулитцеровской премии. Тем не менее он не включил в список первоначальных номинаций награду для композиторов. Вместо неё, завещание предусматривало ежегодную стипендию для студентов факультета музыки Колумбийского университета. С 1917 года 22 молодых композитора получили подобное финансирование. В начале 1940-х годов профессора музыкальной кафедры выступили с инициативой учредить премию за выдающееся музыкальное произведение наравне с наградами за литературу, фотографию, драму и поэзию. По их мнению, в стране действовало достаточное количество стипендий для молодых композиторов, а выдающиеся заслуги американских музыкантов требовали соответствующего поощрения. В 1943 году Совет премии переориентировал стипендию для молодых композиторов в отдельную награду за выдающееся музыкальное произведение, которую вручали за:

Выдающуюся музыкальную композицию американского автора в крупных музыкальных формах, включая камерные, оркестровые, хоральные, оперные, песенные, танцевальные или другие музыкальные произведения, которые были впервые представлены в Соединённых Штатах в течение года.Оригинальный текст (англ.)For a distinguished musical composition  by an American in any of the larger forms including chamber, orchestral, choral, opera, song, dance, or other forms of musical theatre, which has had its first performance in the United States during the year.
Члены жюри и Совета премии разных лет по-разному интерпретировали критерии награждения, что неоднократно становилось причиной обсуждений, смены лауреатов и отказов от награждений. Хотя исследователь Пулитцеровской премии Хайнц-Дитрих Фишер отмечает, что за всё время существования награды за выдающееся музыкальное произведение Совет премии отклонял рекомендации жюри реже, чем в других номинациях.

Одним из примеров расхождения мнений между жюри и Советом премии стала номинация 1965 года. Рональд Эйер, Уинтроп Сарджент и Томас Б. Шерман предложили наградить джазового композитора Дюка Эллингтона в знак признания его вклада в американскую культуру в течение более тридцати лет. Совет премии отклонил рекомендацию, отказавшись вручать награду второй год подряд. В ответ два члена жюри сняли полномочия, а 67-летний Эллингтон заявил: «судьба добра ко мне. Она не хочет, чтобы я стал слишком знаменитым, будучи таким молодым». Исследователь и журналист Джон Хоэнберг отмечает, что Совет не принял всерьёз номинацию Эллингтона, так как джазовая музыка не соответствовала критериям награды тех лет. Сам композитор прокомментировал ситуацию так: 
Я едва ли удивлён, что моя разновидность музыки до сих пор не имеет, скажем так, официального признания дома. Большинство американцев по сей день считают само собой разумеющимся, что европейская музыка — классическая музыка, если хотите, — единственный респектабельный вид музыки. <...> По большому счёту как раньше, так и сейчас, джаз подобен мужчине, с которым вы не хотели бы, чтобы общалась ваша дочь.Оригинальный текст (англ.)I'm hardly surprised that my kind of music is still without, let us say, official honor at home. Most Americans still take it for granted that European-based music — classical music, if you will — is the only really respectable kind. By and large, then as now, jazz was like the kind of man you wouldn’t want your daughter to associate with.
В течение следующих десятилетий Пулитцеровская премия продолжала игнорировать весомый вклад джазовых композиторов в американскую культуру. Первым шагом к признанию иных жанров стало особое упоминание афроамериканского композитора Скотта Джоплина в 1976 году. По свидетельству члена Совета премии Джека Фуллера, чтобы изменить сложившуюся практику в 1990-х годах в состав жюри пригласили академиков, чья «компетентность была открыта разным сферам». Так, в его состав вошли глава отдела джазовых исследований в Университете Индианы Дэвид Бейкер, композитор Гюнтер Шуллер, композитор Modern Jazz Quartet Джон Льюис и другие. Наконец, в 1996 году Совет премии изменил критерии награды, чтобы «привлечь лучшее из более широкого диапазона американской музыки». Премию следующего года присудили Уинтону Марсалису за джазовую оперу «Кровь на полях». Жюри признало запись 1997 года, удовлетворяющую наградным критериям, хотя оригинальное произведение было записано двумя годами ранее. В последующие годы Совет премии неоднократно отмечал выдающихся афроамериканских джазменов «Особым упоминанием в музыкальной сфере», но награду всё равно обвиняли в расизме.
Только изменения в правилах 2004 года позволили допускать к участию музыкальные произведения без партитуры. Жюри получило возможность рассматривать «весь спектр выдающихся американских музыкальных композиций», а из описания награды убрали пометку о значимости работы, которую трактовали двояко. В 2018 году Пулитцеровскую премию получил Кендрик Ламар за хип-хоп альбом «DAMN.», который стал первой музыкальной работой, получившей приз и не принадлежащей джазу или классическим жанрам.

## Критика
За время существования награды решения Совета премии неоднократно подвергались критике. Так, в 1992 году члены жюри Джордж Перл, Роджер Рейнольдс и Харви Соллбергер предложили к номинации концерт «Fantastique» композитора Ральфа Шейпи. Но Совет отдал награду другому финалисту Уэйну Петерсону, а в ответ на обвинения в некомпетентности и обесценивании профессиональной музыкальной экспертизы заявил, что статус награды «повышается благодаря учёту, в дополнение к профессиональной точке зрения, дилетантского или потребительского мнения».

Помимо членов жюри разных лет, сомнения в справедливости Пулитцеровской премии высказывали представители музыкального сообщества. В 1974 году композитор Дональд Мартино сказал: 
Если ты пишешь музыку достаточно долго, рано или поздно кто-то пожалеет тебя и даст эту чёртову штуку. Это не всегда награда за лучшее произведение года; её получает кто угодно, кто ещё  не получал раньше.Оригинальный текст (англ.)If you write music long enough, sooner or later, someone is going to take pity on you and give you the damn thing. It is not always the award for the best piece of the year; it has gone to whoever hasn’t gotten it before.
 Музыкальный критик Кайл Ганн в своём эссе «The Uptown Prejudice Against Downtown Music» заявил, что жюри премии состоит из семи сменяющих друг друга композиторов (Гюнтера Шуллера, Джозефа Швантнера, Джейкоба Друкмана, Джорджа Перла, Джона Харбисона, Марио Давидовского и Бернарда Рэндса). По мнению Ганна, такая ситуация ограничивала шансы композиторов, работающих в отличных от классической музыки направлениях, так как члены жюри: «Белые мужчины, все они в значительной степени относятся к одной и той же узкой евроцентристской эстетике … Эти семь мужчин определяли, кто получит крупные награды за американскую музыку, в течение последних двух десятилетий. Они проследили, чтобы композиторы низшего порядка никогда не побеждали». Лауреат 2001 года Джон Корильяно тоже считал, что награда «погрязла в череде сменяющихся жюри».
Однако изменения в правилах 2004 года и более открытая стратегия отбора номинантов также спровоцировали критику. Джон Харбисон назвал такое решение «ужасным событием». По его мнению, аналогичная ситуация могла возникнуть, если бы к участию в Пулитцеровской премии за художественную литературу, стали рассматривать «аэропортовые романы». Помимо него, против изменения специфики награды высказывались лауреаты Дональд Мартино и Льюис Спратлан.

## Лауреаты

### Лауреаты 1943—1979 годов
| Год  | Лауреат и произведение                                                        | Комментарий |
| ---- | ----------------------------------------------------------------------------- | --- |
| 1943 | Уильям Шуман, «Светская кантата № 2. Свободная песня»                         | Исполнение Бостонского симфонического оркестра; музыкальное издательство G. Schirmer Inc., Нью-Йорк. |
| 1944 | Говард Хэнсон, «Симфония № 4. Опус 34»                                        | Исполнение Бостонского симфонического оркестра 3 декабря 1943 года. |
| 1945 | Аарон Копленд, балет «Аппалачская весна»                                      | Балет, написанный и представленный Мартой Грэм и труппой, по заказу миссис Элизабет Кулидж, впервые представленный в Библиотеке Конгресса в октябре 1944 года.                                                                             |
| 1946 | Лио Соуэрби, «Песнь солнца»                                                   | По заказу Фонда Алисы М. Дитсон, впервые исполнено школой церковного пения «Schola Cantorum» в Нью-Йорке в апреле 1945 года. |
| 1947 | Чарльз Айвз, Симфония № 3                                                     | Впервые исполнено Лу Харрисоном и Камерным оркестром в Нью-Йорке, апрель 1946 года. |
| 1948 | Уолтер Пистон, Симфония № 3                                                   | Впервые исполнено Бостонским симфоническим оркестром в январе 1948 года. |
| 1949 | Вирджил Томсон, партитура к фильму «Луизианская история»                      | Выпущена в 1948 году компанией Robert Flaherty Productions. |
| 1950 | Джан-Карло Менотти, опера Консул                                              | Представлена в театре «Бэрримор», Нью-Йорк. |
| 1951 | Дуглас Стюарт Мур, опера «Гиганты на Земле»                                   | Представлена Колумбийской оперной мастерской, 28 марта 1951 года. |
| 1952 | Гейл Кубик, симфонический концерт                                             | Представлен в Таун-холл 7 января 1952 года. |
| 1953 | Не вручалась                                                                  | Не вручалась |
| 1954 | Куинси Портер, концерт для двух фортепиано с оркестром                        | Впервые исполнен Луисвилльским симфоническим оркестром 17 марта 1954 года. Композиция является одним из произведений, выпущенных в рамках гранта Фонда Рокфеллера для новых американских композиций для оркестра или оркестра и вокалиста. |
| 1955 | Джан Карло Менотти, опера «Улица Святого Бликера»                             | Впервые исполнена в Бродвейском театре 27 декабря 1954 года. |
| 1956 | Эрнст Тох, Симфония № 3                                                       | Впервые исполнена Питтсбургским симфоническим оркестром 2 декабря 1955 года. |
| 1957 | Норман Делло Хойо, «Размышления о книге Екклесиаста»                          | Впервые представлен в Джульярдской музыкальной школе 20 апреля 1956 года. |
| 1958 | Сэмюэль Барбер, опера «Ванесса»                                               | Опера в четырёх действиях, либретто ДжанКарло Менотти. Впервые представлена 15 января 1958 года в Метрополитен-опера. |
| 1959 | Джон Ламонтен, концерт для фортепиано с оркестром                             | Впервые исполнен в Вашингтоне Национальным симфоническим оркестром 25 ноября 1958 года. |
| 1960 | Эллиот Картер, «Струнный квартет № 2»                                         | Впервые представлен в Джульярдской музыкальной школе 25 марта 1960 года. |
| 1961 | Уолтер Пистон, «Симфония № 7»                                                 | Впервые исполнена Филадельфийским оркестром 10 февраля 1961 года по заказу Филадельфийской ассоциации оркестров. |
| 1962 | Роберт Уорд, опера «Суровое испытание»                                        | Опера в трёх действиях, либретто Бернарда Стамблера по мотивам одноимённой пьесы Артура Миллера. Впервые представлена в Нью-Йорк сити центре 26 октября 1961 года труппой Нью-Йорк сити опера.                                             |
| 1963 | Сэмюэль Барбер, «Концерт для фортепиано с оркестром № 1»                      | Премьера в исполнении Бостонского симфонического оркестра состоялась в Филармоническом зале Нью-Йорка 24 сентября 1962 года. |
| 1964 | Не вручалась                                                                  | Не вручалась |
| 1965 | Не вручалась                                                                  | Не вручалась |
| 1966 | Лесли Бассетт, «Вариация для оркестра»                                        | Впервые исполнена в США Юджином Орманди и Филадельфийским оркестром в Академии музыки 22 октября 1965 года. |
| 1967 | Леон Киршнер, «Квартет № 3»                                                   | Впервые исполнено квартетом «Beaux Arts» в Таун-холл 27 января 1967 года. |
| 1968 | Джордж Крамб, «Эхо времени и реки»                                            | Сюита для оркестра впервые была исполнена 26 мая 1967 года Чикагским симфоническим оркестром в Мандель-холле Чикагского университета по заказу университета в связи с празднованием его 75-летия.                                          |
| 1969 | Карел Хуса, «Струнный квартет № 3»                                            | Впервые представлен Квартетом изящных искусств в театре Гудманав Чикаго 14 октября 1968 года. |
| 1970 | Чарльз Вуоринен, «Восхваление времени»                                        | Премьера состоялась на музыкальном фестивале в Беркшире 16 августа 1969 года. |
| 1971 | Марио Давыдовский, «Синхронизмы № 6» для фортепиано и электронной музыки      | Премьера состоялась 19 августа 1970 года на музыкальном фестивале в Беркшире. |
| 1972 | Джейкоб Друкман, композиция «Окна»                                            | Представлена Чикагским симфоническим оркестром 16 марта 1972 года. |
| 1973 | Эллиотт Картер, «Струнный квартет № 3»                                        | Представлен Джульярдским струнным квартетом в Линкольн-центре 23 января 1973 года. |
| 1974 | Дональд Мартино, Ноктюрн                                                      | Произведение камерной музыки, заказанное Фондом Вальтера Наумбурга и впервые исполненное 15 мая 1973 года в Нью-Йорке камерным ансамблем Speculum Musicae.                                                                                 |
| 1975 | Доминик Ардженто, «Из дневника Вирджинии Вульф»                               | Цикл песен для среднего голоса и фортепиано, созданный по заказу Клуба Шуберта в Сент-Поле. Премьера состоялась 5 января 1975 года в Концертном зале Миннеаполиса.                                                                         |
| 1976 | Нед Рорем, «Воздушная музыка» (с подзаголовком «Десять этюдов для оркестра»)  | Впервые исполнено Симфоническим оркестром Цинциннати 5 декабря 1975 года. |
| 1977 | Ричард Верник, композиция «Видения ужаса и чуда» для меццо-сопрано и оркестра | Композиция выполнена по заказу Конференции современной музыки, проходившей в рамках фестиваля, при содействии Национального фонда искусств. Премьера состоялась на музыкальном фестивале в Аспене 19 июля 1976 года.                       |
| 1978 | Майкл Колграсс, «Дежавю» для ударного квартета с оркестром                    | Выполнено по заказу Нью-Йоркской филармонии. Премьера состоялась 20 октября 1977 года. |
| 1979 | Джозеф Швантнер, «Записки бесконечности»                                      | Впервые исполненный Оркестром американских композиторов 29 января 1979 года в Холле Алисы Талли в Нью-Йорке. |

### Лауреаты и финалисты с 1980 года
| Год  | Лауреат и финалисты |
| ---- | --- |
| 1980 | Дэвид Дель Тредичи, «В память о летнем дне». Произведение для соло сопрано и оркестра, заказанное к столетию Симфонического оркестра Сент-Луиса. Премьера состоялась 23 февраля 1980 года. |
| 1980 | Финалисты: - Мортон Суботник, «После бабочки» - Лукас Фосс, квинтеты для оркестра |
| 1981 | Не вручалась |
| 1981 | |
| 1982 | Роджер Сешнс, концерт для оркестра. Впервые исполнен Бостонским симфоническим оркестром 23 октября 1981 года под дирижёрством Сэйдзи Озавы. |
| 1982 | |
| 1983 | Эллен Тааффе Цвилич, «Симфония № 1» (три части для оркестра). Впервые исполнен по заказу Оркестра американских композиторов 5 мая 1982 года в Холле Алисы Талли в Нью-Йорке. |
| 1983 | Финалисты: - Вивиан Файн, «Драма для оркестра» |
| 1984 | Бернард Рэндс, «Canti del Sole» для тенора с оркестром. Представлена Нью-Йоркским филармоническим оркестром 8 июня 1983 года. |
| 1984 | Финалисты: - Питер Либерсон, концерт для фортепиано с оркестром. |
| 1985 | Стивен Альберт, «Симфония № 1». Представлена Национальным симфоническим оркестром 17 января 1985 года. |
| 1985 | Финалисты: - Уильям Болком, «Песни невинности и опыта, музыкальное освещение стихов Уильяма Блейка». |
| 1986 | Джордж Перл, «Духовой квинтет IV». Премьера состоялась 2 октября 1985 года в Концертном зале Меркин в Нью-Йорке. |
| 1986 | Финалисты: - Джордж Рочберг, «Симфония № 5» |
| 1987 | Джон Харбисон, «Полёт в Египет». Премьера состоялась 21 ноября 1986 года в исполнении Кантаты Сингерс в Консерватории Новой Англии в Бостоне. |
| 1987 | Финалисты: - Стивен Альберт, «Цветок горы» |
| 1988 | Уильям Болком, 12 новых этюдов для фортепиано. Впервые в полном объёме представлены пианистом Марком Андре Амленом 30 марта 1987 года в Университете Темпл в Филадельфии. |
| 1988 | Финалисты: - Шуллер Гюнтер, концерт для струнного квартета и оркестра. |
| 1989 | Роджер Рейнольдс, «Шёпот вне времени». Премьера состоялась 11 декабря 1988 года в концертном зале Колледжа Амхерст, штат Массачусетс. |
| 1989 | Финалисты: - Стивен Стакки, концерт для оркестра - Брайт Шенг, «H’un (Lacerations). В память 1966—1976» |
| 1990 | Мел Пауэлл, «Дубликаты»: концерт для двух фортепиано с оркестром. Премьера состоялась в Лос-Анджелесской филармонии 26 января 1990 года. |
| 1990 | Финалисты: - Ральф Шейпи, концерт для виолончели, фортепиано и струнного оркестра. |
| 1991 | Шуламит Ран, «Симфония». Выполнена по заказу Филадельфийского оркестра; премьера состоялась 19 октября 1990 года. |
| 1991 | Финалисты: - Брайт Шэн, четыре части для фортепиано - Чарльз Фасселл, «Уайльд: симфония в трёх частях» |
| 1992 | Уэйн Петерсон, «Лицо ночи, Сердце тьмы». Премьера состоялась 17 октября 1991 года в исполнении Симфонического оркестра Сан-Франциско. |
| 1992 | Финалисты: - Ральф Шейпи, концерт «Fantastique» |
| 1993 | Кристофер Роуз, «Тромбонный концерт». Премьера состоялась 30 декабря 1992 года в исполнении Нью-Йоркского филармонического оркестра. |
| 1993 | Финалисты: - Леон Киршнер, «Музыка для виолончели с оркестром» - Джоан Тауэр, «Концерт для скрипки» |
| 1994 | Гюнтер Шуллер, «Воспоминания и размышления». Премьера состоялась 2 декабря 1993 года в Луисвилле по заказу и в исполнении городского оркестра. |
| 1994 | Финалисты: - Аарон Джей Кернис, «Часть с гимном» - Чарльз Вуоринен, «Микросимфония» |
| 1995 | Мортон Гулд, «Струнная музыка». Премьера состоялась 10 марта 1994 года в исполнении Национального симфонического оркестра в Центре исполнительских искусств имени Джона Ф. Кеннеди в Вашингтоне. |
| 1995 | Финалисты: - Эндрю Имбри, «Адам» - Дональд Эрб, «Evensong» |
| 1996 | Джордж Уокер, концерт «Сирень» для сопрано с оркестром. Премьера состоялась 1 февраля 1996 года в Бостоне в исполнении и по заказу городского симфонического оркестра. |
| 1996 | Финалисты: - Эллиотт Картер, «Adagio Tenebroso» - Питер Либерсон, вариации для скрипки и фортепиано |
| 1997 | Уинтон Марсалис, оратория «Кровь на полях». Премьера состоялась 28 января 1997 года в Вулси Холле Йельского университета, Коннектикут. |
| 1997 | Финалисты: - Джон Мусто, «Dove Sta Amore» - Станислав Скровачевский, «Passacaglia Immaginaria» |
| 1998 | Аарон Джей Кернис, «Струнный квартет № 2». Премьера состоялась 10 января 1998 года в Концертном зале Меркина в исполнении струнного квартета «Ларк». |
| 1998 | Финалисты: - Джон Адамс, концерт для фортепиано «Завихрения века». - Иегуди Вайнер, «Хорнтрио». |
| 1999 | Мелинда Вагнер, «Концерт для флейты, струнных и ударных». Премьера состоялась 30 мая 1998 года в Вестчестерской филармонии Нью-Йорка. Концерт заказан оркестром филармонии для Пола Лустига Данкеля. |
| 1999 | Финалисты: - Станислав Скровачевский, «Концерт для оркестра» - Дэвид Раковски, «Постоянная память» |
| 2000 | Льюис Спратлан, опера в трёх действиях «Жизнь — это сон». Премьера состоялась 28 января 2000 года в исполнении музыкального ансамбля «Дополнение к Динозавру» в Амхерсте, Массачусетс. Либретто Джеймса Мараниса. |
| 2000 | Финалисты: - Дональд Мартино, концерт «Серенада» - Джон Зорн, «Сказки» |
| 2001 | Джон Корильяно, «Симфония № 2 для струнного оркестра». Премьера в исполнении Бостонского симфонического оркестра состоялась 30 ноября 2000 года в Симфони-Холл. |
| 2001 | Финалисты: - Стивен Хартке, «Титулы» - Фред Лердал, «Раз за разом» |
| 2002 | Генри Брант, «Ледяное поле». Премьера состоялась 12 декабря 2001 года в Симфоническом зале Луизы М. Дэвис. |
| 2002 | Финалисты: - Питер Либерсон, «Песни Рильке» - Дэвид Раковски, «Десять одной масти» |
| 2003 | Джон Адамс, «О переселении душ». Премьера в исполнении Нью-Йоркского филармонического оркестра состоялась 19 сентября 2002 года в Дэвид-Геффен-холл. |
| 2003 | Финалисты: - Стив Райх, «Три сказки». - Пол Шенфельд, «Песни лагеря». |
| 2004 | Пол Моравец, «Бушующая фантазия». Премьера в исполнении Trio Solisti и кларнет-солиста Дэвида Кракауэра 2 мая 2003 года в Библиотеке Моргана. |
| 2004 | Финалисты: - Питер Либерсон, «Концерт для фортепиано № 3» - Стив Райх, «Полифония виолончели» |
| 2005 | Стивен Стакки, «Концерт для оркестра № 2». Премьера состоялась 12 марта 2004 года в исполнении Лос‑Анджелесского филармонического оркестра в Концертном зале имени Уолта Диснея. |
| 2005 | Финалисты: - Стив Райх, «Ты есть» (вариации) - Эллиот Картер, Камерный оркестр «Диалоги» |
| 2006 | Иегуди Вайнер, концерт для фортепиано «Кьяви в Мано». Премьера состоялась 17 февраля 2005 года в исполнении Бостонского симфонического оркестра. |
| 2006 | Финалисты: - Питер Либерсон, «Песни Неруды» - Чен И, «Си Джи» (четыре сезона) |
| 2007 | Орнетт Коулман, «Звуковая грамматика». Запись выпущена 12 сентября 2006 года. |
| 2007 | Финалисты: - Эллиот Голденталь, «Грендель» - Августа Рид Томас, «Астральная песнь» |
| 2008 | Дэвид Лэнг, «Страсть девочки со спичками». Выполнено по заказу Карнеги-Холл и Театрально-концертного холла Перта; премьера состоялась 25 октября 2007 года в Карнеги-холл. |
| 2008 | Финалисты: - Стивен Хартке, «Тем временем» - Роберто Сьерра, концерт для альта |
| 2009 | Стив Райх, «Двойной секстет». «Крупная работа, которая показывает способность превратить первоначальный энергетический порыв в полномасштабное музыкальное событие, выстроенное с мастерским контролем и неизменно интригующее слушателя».                                                                                     |
| 2009 | Финалисты: - Дон Байрон, 7 этюдов для фортепиано соло - Гарольд Мельцер, «Брайон» |
| 2010 | Дженнифер Хигдон, Концерт для скрипки. «Увлекательная пьеса, сочетающая плавный лиризм и великолепную виртуозность». Премьера состоялась 6 февраля 2009 года в Индианаполисе. |
| 2010 | Финалисты: - Фред Лердал, «Струнный квартет № 3» - Джулия Вольф, «Стальной Молот» |
| 2011 | Чжоу Лонг, «Мадам Белая Змея». «Выразительная опера, основанная на китайской народной сказке, сочетающей музыкальные традиции Востока и Запада». Премьера состоялась 26 февраля 2010 года в исполнении труппы Бостонской оперы в театре «Катлер Маджестик».                                                                    |
| 2011 | Финалисты: - Фред Лердал, «Арки» - Рикардо Зон-Малдун, «Комала» |
| 2012 | Кевин Путс, опера в двух действиях «Тихая ночь». «Волнующая опера, которая рассказывает подлинную историю о спонтанном прекращении огня между шотландцами, французами и немцами во время Первой мировой войны, демонстрирует многогранный стиль и пронизывает душу».                                                           |
| 2012 | Финалисты: - Тод Мачовер, «Смерть и Сила» - Эндрю Норман, «Сопроводительное руководство по Риму» |
| 2013 | Кэролайн Шоу, «Партита для 8 голосов». «Изысканная и изобретательная работа с капельным пением, неповторимо использующая речь, шёпот, вздохи, шумы, бессловесные мелодии и новые вокальные эффекты». |
| 2013 | Финалисты: - Аарон Джей Кернис, «Кусочки зимнего неба» - Вадада Лео Смит, «Десять лет свободы» |
| 2014 | Джон Лютер Адамс, «Стань океаном». «Западающая в память оркестровая работа, которая вызывает бесконечный прилив, подталкивающий к размышлениям о таянии полярных льдов и повышении уровня моря». |
| 2014 | Финалисты: - Джон Адамс, «Евангелие от другой Марии» - Кристофер Черроне, «Невидимые города» |
| 2015 | Джулия Вольф, «Антрацитовые поля». «Мощная оратория для хора и секстета, представляющая действительность угольной промышленности Пенсильвании на рубеже XX века». |
| 2015 | Финалисты: - Лэй Лян, «Xiaoxiang» - Джон Зорн, «Aristos» |
| 2016 | Генри Тредгилл, «Отдал пенни, отдавай и фунт». «Запись, выпущенная 26 мая 2015 года компанией Zooid, является весьма оригинальной работой, в которой нотная музыка и импровизация переплетаются в звуковой гобелен, который кажется самим воплощением современной американской жизни».                                         |
| 2016 | Финалисты: - Тимо Андрес, «Глухая балюстрада» - Картер Панн, «Механики: шестеро из цеха» |
| 2017 | Ду Юнь, «Кость ангела». «Это смелая оперная работа, в которой вокальные и инструментальные элементы, а также широкий спектр стилей объединены в душераздирающей аллегории к торговле людьми в современном мире». Премьера состоялась 6 января 2016 года на фестивале Prototype в Центре искусств и технологий 3LD в Нью-Йорке. |
| 2017 | Финалисты: - Эшли Фьюр, «Привязанный к луку» - Кейт Сопер, «Ipsa Dixit» |
| 2018 | Кендрик Ламар, «DAMN.». «Запись выпущена 14 апреля 2017 года и включает виртуозную коллекцию песен, объединённых народной аутентичностью и ритмичным динамизмом, что демонстрирует эффектные сцены, отражающие сложность современной афроамериканской жизни».                                                                  |
| 2018 | Финалисты: - Майкл Гилбертсон, «Квартет» - Тед Хирн, «Звук со скамьи» |
| 2019 | Эллен Рид, опера «Призма». «Смелая, новаторская оперная работа, которая использует сложный вокал и поразительные инструментальные тембры, чтобы противоборствовать сложным темам: последствиям сексуального и эмоционального насилия».                                                                                         |
| 2019 | Финалисты: - Эндрю Норман, «Sustain» - Джеймс Ромиг, композиция «Still» для фортепиано |
| 2020 | Энтони Дэвис, «The Central Park Five». «Смелая оперная работа, отмеченная мощным вокальным изложением и чувственной оркестровкой, а также умело превращающая яркий пример современной несправедливости в нечто чуткое и обнадёживающее». Премьера состоялась 15 июня 2019 года в Опере Лонг-Бич).                              |
| 2020 | Финалисты: - Алекс Вайзер, «И все дни были фиолетовыми» (англ. And all the days were purple) - Майкл Торк, концерт для скрипки «Небо» |
| 2021 | Таня Леон, «Страйд» (англ. Stride). «Музыкальное путешествие, полное неожиданностей, мощных духовых и ритмических мотивов, которые объединяют традиции темнокожих музыкантов из США и Карибского бассейна в оркестровый холст Запада». Премьера состоялась 13 февраля 2020 года в Линкольн-центре (Нью-Йорк).                  |
| 2021 | Финалисты: - Мария Шнайдер, «Владыки данных» (англ. Data Lords) - Тед Херн, «Место» (англ. Place) |